# Islanďané
Islanďané jsou germánská etnická skupina a národ spjatý s ostrovem Island (osídleným okolo roku 874) a Islandskou republikou, jež vznikla roku 1944. Islanďané hovoří převážně islandštinou (zákony Islandu ji nicméně nedefinují jako státní či úřední jazyk). Výzkumy DNA ukázaly, že 60-80 procent Islanďanů má seveřanský původ, zbytek genofondu je převážně keltský, což je způsobeno migrací lidí s keltským původem z Irska a Skotska.
K islandské národnosti se celosvětově hlásí okolo 450 000 lidí. Na samotném Islandu žije asi 300 000 z nich. Minority jsou především ve skandinávských zemích, tedy v Dánsku, Norsku a Švédsku. Pro identitu Islanďanů je důležitá historie Vikingů; Islanďané přijali okolo roku 1000 křesťanství (tzv. kristnitaka), s nástupem reformace pak protestantství (podobně jako jiné severské národy, v interakci s nimiž se Islanďané vždy vyvíjeli).

## Známí Islaďané
- Nejslavnějším vikingským vládcem Islandu byl Erik Rudý. V první evropské kolonizaci Ameriky - dlouho opomíjené - sehráli klíčovou roli cestovatelé Bjarni Herjólfsson, Leif Eriksson a Thorfinn Karlsefni.

- Nejslavnějším středověkým islandským spisovatelem a učencem byl Snorri Sturluson, autor Prozaické Eddy. Za autora Poetické Eddy byl dlouho považován učenec a zakladatel slavné školy v Oddi Sæmundur Sigfússon, dnes to ale vědci nepovažují za pravděpodobné. Klíčovým představitelem tzv. skaldské poezie byl Egill Skallagrímsson. Nejvýznamnějším středověkým kronikářem byl Ari Thorgilsson.

- Otcem moderní islandské vědy a vzdělanosti byl Árni Magnússon. Otcem moderního islandského národa zase politik Jón Sigurðsson. Prvním velkým moderním spisovatelem byl Matthías Jochumsson, mj. autor textu islandské hymny.

- Ve 2. polovině 20. století zaznamenala výrazný rozkvět islandská kultura. Halldór Kiljan Laxness získal roku 1955 Nobelovu cenu za literaturu. V té době zaznamenal světový ohlas i spisovatel Gunnar Gunnarsson. V současnosti jsou za hranicemi své vlasti nejznámější spisovatelé Sjón, Hallgrímur Helgason a Matthías Jochumsson. Součástí rozmachu severské detektivky je pak např. Arnaldur Indriðason.

- K nejznámějším Islanďanům vůbec patří zpěvačka Björk. V jejích stopách jde Emilíana Torrini, jež se proslavila písní v jednom z dílů filmové trilogie Pán prstenů. V oblasti rocku se na vlně obliby severských kapel vezou Jón Þór Birgisson (Jónsi), lídr kapely Sigur Rós, či originální multiinstrumentalista Ólafur Arnalds. Z oblasti vážné hudby lze vzpomenout dirigenta a klavíristu Vladimira Ashkenazyho, jenž má mj. islandské občanství a v minulosti vedl i Českou filharmonii.

- Ve filmovém umění slavil největší mezinárodní úspěchy režisér Baltasar Kormákur. V oblasti umění výtvarného pak konceptuální umělec Olafur Eliasson.

- Na Islandu k nejpopulárnějším sportům patří házená (národní tým mužů získal stříbro na OH 2008 a bronz na ME 2010) a v posledních letech fotbal (především slavné tažení národního týmu do čtvrtfinále na mistrovství Evropy 2016). K nejslavnějším islandským fotbalistům patří Eiður Guðjohnsen, vítěz Ligy mistrů UEFA s týmem FC Barcelona. Slavným šachistou byl Friðrik Ólafsson.